# Ivor Allchurch
Ivor John Allchurch (MBE) (16. oktober 1929 - 10. juli 1997) var en walisisk fodboldspiller (angriber) fra Swansea.
Allchurchs 21 år lange karriere blev tilbragt hos henholdsvis Swansea i hjembyen, samt hos Cardiff City og engelske Newcastle United. Længst tid tilbragte han hos Swansea, som han repræsenterede i sammenlagt 14 sæsoner og nåede at spille næsten 450 ligakampe for.
Allchurch spillede desuden 68 kampe og scorede 23 mål for det walisiske landshold. Han var en del af landets trup til VM i 1958 i Sverige, Wales' eneste VM-deltagelse nogensinde. Han spillede alle holdets fem kampe i turneringen, hvor waliserne nåede frem til kvartfinalen, der dog blev tabt med 1-0 til de senere verdensmestre fra Brasilien.
Allchurch blev i 1966 adlet, og udnævnt til Member of the British Empire. Han var bror til en anden walisisk landsholdsspiller, Len Allchurch, der også var med i VM 1958-truppen.